# Оборская железная дорога
Обо́рская желе́зная доро́га — единственная на Дальнем Востоке России «ведомственная» железная дорога, существовавшая до 2010 года.
Находилась в районе имени Лазо Хабаровского края.
Владелец Оборской железной дороги до 2009 года — Ситинская транспортная компания. Управление железной дороги и главное локомотивное депо находились в пос. Обор 48°05′51″ с. ш. 135°41′24″ в. д..
Начальным пунктом Оборской железной дороги была станция Кругликово Дальневосточной железной дороги (на главном ходе Транссиба), конечным пунктом — станция Сукпай в одноимённом селе.
Пассажирское движение по маршрутам «Кругликово — Немпту» (пос. Мухен) и «Кругликово — Сукпай» было отменено в 1993 году. До 2009 года существовало грузовое движение (перевозка леса со станции Сукпай на станцию Кругликово). Несмотря на одинаковую колею, на станции Кругликово лес перегружался из вагонов «Оборской железной дороги» в вагоны РЖД. Поезда водили маневровые тепловозы ТГМ4.
С 2009 года Оборская железная дорога не действует. В начале 2010 года состоялся аукцион по продаже дороги и с этого момента она активно разбиралась на металлолом. По состоянию на июль 2010 года «Оборская железная дорога» полностью разобрана.
Протяжённость
- главный ход Кругликово 48°06′11″ с. ш. 135°06′54″ в. д.HGЯO — Сукпай 48°00′00″ с. ш. 136°49′55″ в. д.HGЯO — 150 км, с запада на восток.
- линия Сидима 48°07′40″ с. ш. 136°02′14″ в. д.HGЯO — Немпту (пос. Мухен)48°12′03″ с. ш. 136°06′40″ в. д.HGЯO — 14 км, с юга на север.

Карта с указанием рельефа

Карта с указанием рельефа

## Галерея

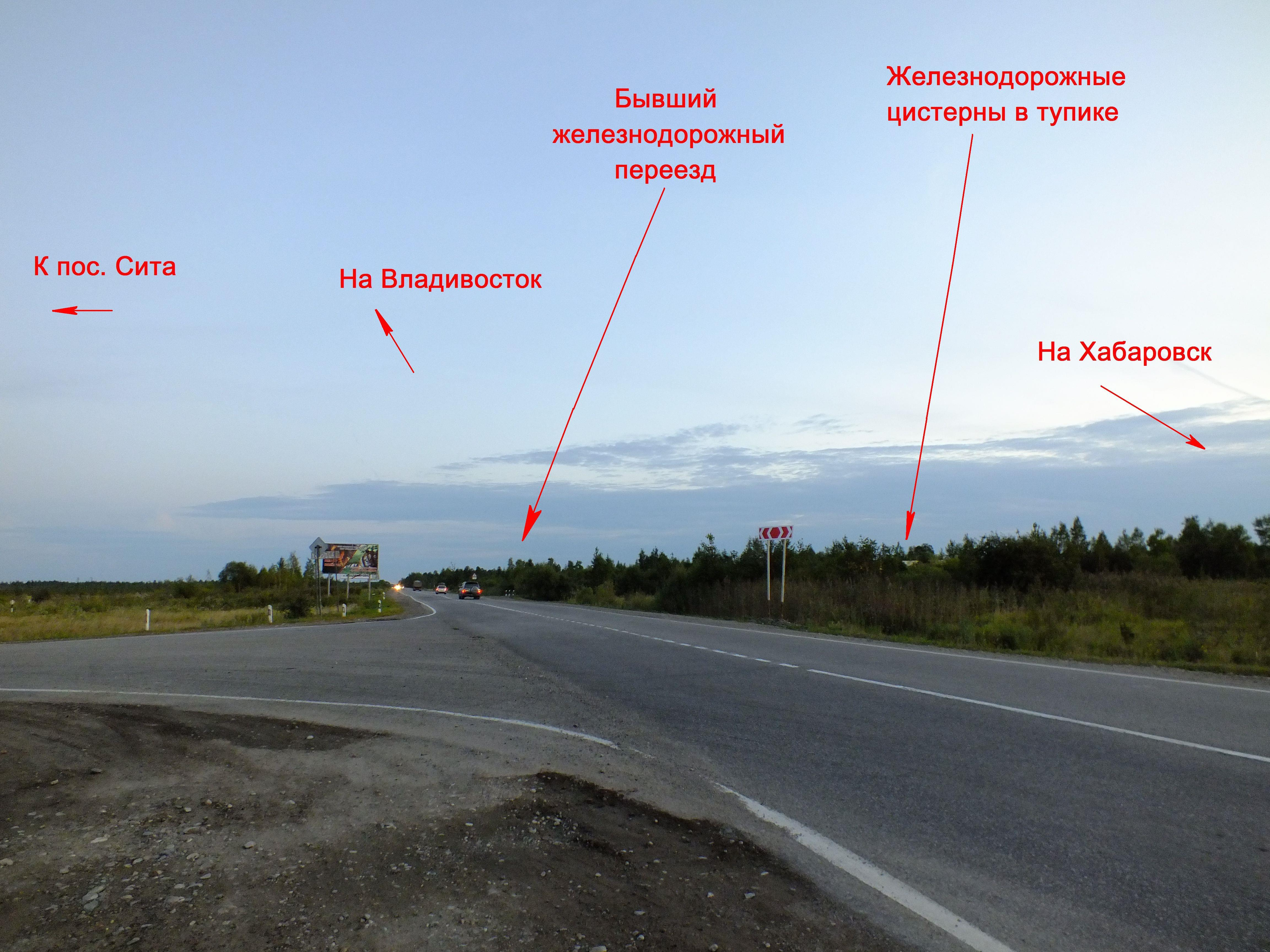
Бывший железнодорожный переезд через федеральную трассу «Уссури» у села Владимировка. Железнодорожные пути от Транссиба до переезда превращены в тупик для отстоя вагонов.
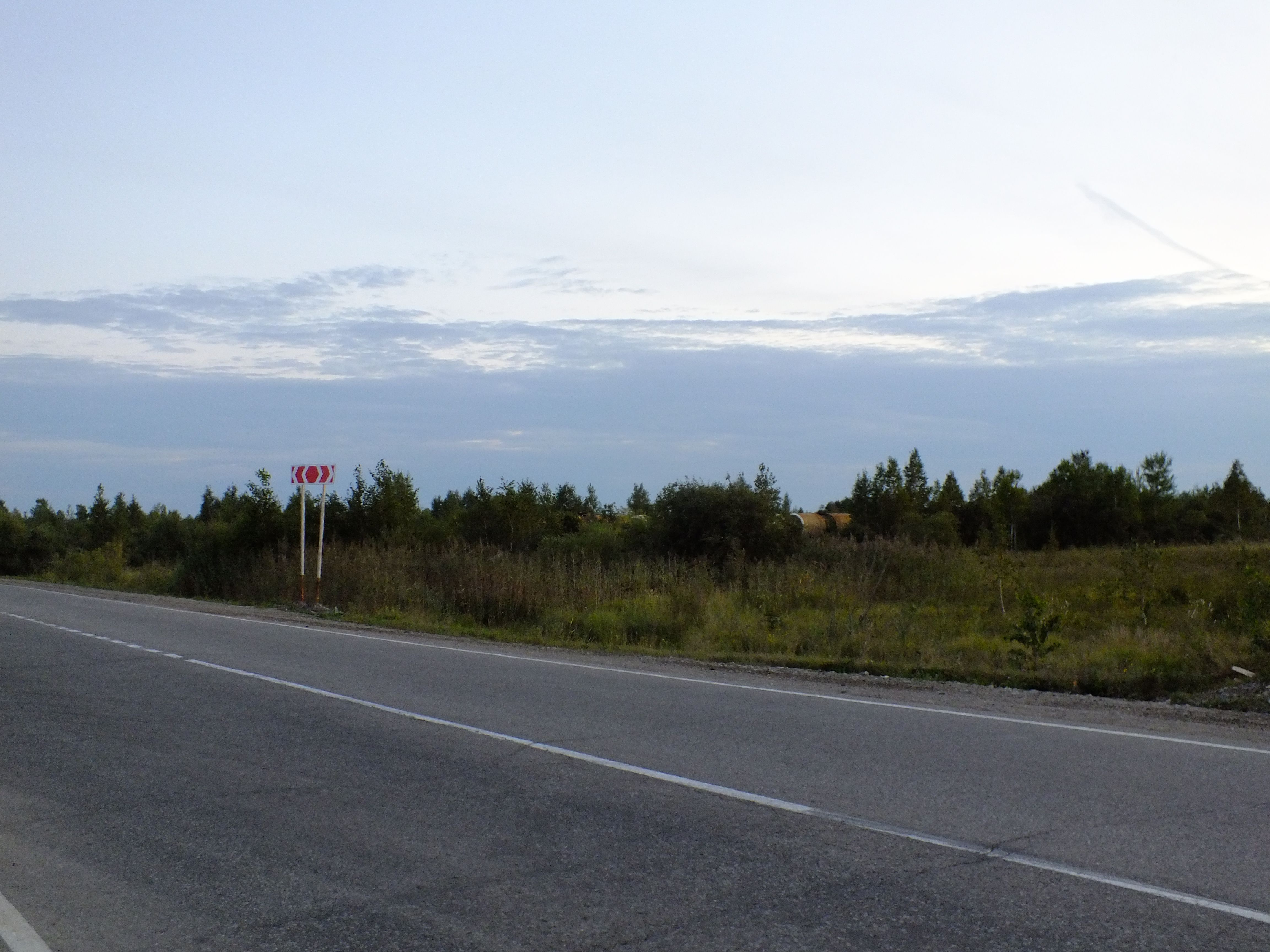
Железнодорожные цистерны в тупике.